# 正一品
正一品是中国、朝鮮、越南、琉球等古代官位的一个品秩，高于從一品的官员，属于最高级官员。一般是三公三师级高官，在多数朝代为宰相甚至宰相以上，皇帝的亲族，亲王妃嫔也有相应的正一品。

## 中國

### 起源
中國使用正一品作為品秩名稱，可追溯至北齊。自從曹魏的設九品之後，最高的品秩多以「第一品」稱呼。直到比北齊稍早的後魏也使用相同的名稱。但也有使用其他的名稱，如與北齊同時的北周，最高的品秩是「正九命」。

### 北齊
- 太師、太傅、太保、王、大司馬、大將軍、太尉公、司徒公、司空公。

### 隋
- 太师、太傅、太保，王，太尉、司徒、司空

### 唐朝

#### 文武官
- 正一品：太师、太傅、太保、太尉、司徒、司空、天策上将

#### 封爵
- 正一品：王（亲王、国王）、公主、妃、王妃、王太妃、国夫人

### 宋朝
- 太师、太傅、太保，少师、少傅、少保，亲王，丞相（南宋），尚书令、中书令、侍中

### 元朝
- 职官：太师、太傅、太保、中书令、中书省右左丞相
- 文散官：开府仪同三司、仪同三司、特进、崇进、金紫/银青荣禄大夫
- 爵：王
- 勋官：上柱国

### 明朝

#### 文武官
- 宗人府：宗人令、左宗正、右宗正、左宗人 、右宗人
- 三公：太师、太傅、太保
- 中書省：左丞相、右丞相（洪武十三年罷相）
- 五军都督府：左都督、右都督

#### 散官
- 特进荣禄大夫、特进光禄大夫

### 清朝

#### 文武官
- 三公：太师、太傅、太保
- 驻防将军
- 殿阁大学士、協辦大學士
- 领侍卫内大臣
- 掌銮仪卫事大臣

#### 封爵
- 一二三等子爵、 一二三等镇国将军

#### 散官
- 光禄大夫、建威将军

## 朝鮮

### 高麗王朝

#### 文武官
- 三師：大師、大傅、大保
- 三公：大尉、司徒、司空

#### 文散階
- 三重大匡

#### 王族
- 內命婦：貴妃、淑妃、德妃、賢妃
- 外命婦：大長公主、公主

### 朝鮮王朝

#### 文武官
- 议政府：领议政、左议政、右议政
- 训炼都监都提调、御营厅都提调、禁卫营都提调、扈卫大将

## 越南

### 阮朝
- 文官：勤政殿大學士，文明殿大學士，武顯殿大學士，東閣大學士
- 武官：五軍都統府都統掌府事

## 琉球

### 琉球國（第二尚氏王朝）

#### 文武官
亲方的其中紫地浮织三司官，簪金，戴紫地五色浮织冠、青地五色浮织冠、紫地浮织冠。